# The Hunger Games: Mockingjay, Part 1 - Original Motion Picture Soundtrack
The Hunger Games: Mockingjay, Part 1 - Original Motion Picture Soundtrack è l'album discografico ufficiale di colonna sonora del film Hunger Games: Il canto della rivolta - Parte 1 diretto da Francis Lawrence (terzo capitolo della serie Hunger Games tratta dal romanzo di Suzanne Collins), pubblicato il 17 novembre 2014.

## Tracce
1. Stromae feat. Lorde, Pusha T, Q-Tip & Haim – Meltdown – 4:01
2. CHVRCHES – Dead Air – 3:14
3. Tove Lo – Scream My Name – 3:34
4. Charli XCX feat. Simon Le Bon – Kingdom – 4:04
5. Major Lazer feat. Ariana Grande – All My Love – 3:32
6. Raury – Lost Souls – 2:53
7. Lorde – Yellow Flicker Beat – 3:54
8. Tinashe – The Leap – 4:06
9. Bat for Lashes – Plan the Escape (Son Lux cover) – 2:30
10. Grace Jones – Original Beast – 4:21
11. Lorde – Flicker (Kanye West Rework) – 4:12
12. XOV – Animal – 3:18
13. The Chemical Brothers feat. Miguel – This Is Not a Game – 3:14
14. Lorde – Ladder Song – 3:14 – Bright Eyes cover

Traccia bonus nella versione estesa
1. James Newton Howard feat. Jennifer Lawrence – The Hanging Tree – 3:38